# Russell Westbrook
Russell Westbrook III (sinh vào ngày 12 tháng 11 năm 1988) là cầu thủ bóng rổ chuyên nghiệp người Mỹ cho Los Angeles Clippers của Hiệp hội Bóng rổ Quốc gia (NBA). Anh có 6 lần đạt là NBA All-Star và 2 lần là Cầu thủ xuất sắc nhất trận đấu NBA All-Star, chiến thắng giải thưởng liên tiếp vào năm 2015 và năm 2016. Anh cũng 6 lần giành được vị trí trong All-NBA, và có số điểm ghi được trung bình dẫn đầu trong các giải đấu trong 2014-15 và 2016-17. Trong 2017, Westbrook đã trở thành một trong hai người ở lịch sử NBA có chỉ số trung bình là một triple-double trong một mùa, cùng với Oscar Robertson trong năm 1962. Ông cũng lập kỷ lục giành nhiều cú ném 3 điểm trong một mùa với 42 lần. Sau đó, anh được gọi là Cầu thủ xuất sắc nhất NBA 2016-17.

## Thời thơ ấu
Russell Westbrook III sinh ra ở Long Beach, California, với cha mẹ là Russell Westbrook Jr., và Shannon Horton. Anh có một người em trai tên là Raynard. lớn lên ở Hawthorne. Westbrook và người bạn thân nhất của mình, Khelcey Barrs III, đã hy vọng sẽ đến UCLA và chơi cùng nhau. Tuy nhiên, trong  tháng 5 năm 2004, Barrs qua đời.

## Thống kê sự nghiệp NBA
| * | Dẫn đầu giải đấu |

### Mùa giải thông thường
| Năm       | Đội           | GP  | GS  | MPG  | FG%  | 3P%  | FT%  | RPG  | APG  | SPG | BPG | PPG   |
| --------- | ------------- | --- | --- | ---- | ---- | ---- | ---- | ---- | ---- | --- | --- | ----- |
| 2008–09   | Oklahoma City | 82  | 65  | 32.5 | .398 | .271 | .815 | 4.9  | 5.3  | 1.3 | .2  | 15.3  |
| 2009–10   | Oklahoma City | 82  | 82  | 34.3 | .418 | .221 | .780 | 4.9  | 8.0  | 1.3 | .4  | 16.1  |
| 2010–11   | Oklahoma City | 82  | 82  | 34.7 | .442 | .330 | .842 | 4.6  | 8.2  | 1.9 | .4  | 21.9  |
| 2011–12   | Oklahoma City | 66  | 66  | 35.3 | .457 | .316 | .823 | 4.6  | 5.5  | 1.7 | .3  | 23.6  |
| 2012–13   | Oklahoma City | 82  | 82  | 34.9 | .438 | .323 | .800 | 5.2  | 7.4  | 1.8 | .3  | 23.2  |
| 2013–14   | Oklahoma City | 46  | 46  | 30.7 | .437 | .318 | .826 | 5.7  | 6.9  | 1.9 | .2  | 21.8  |
| 2014–15   | Oklahoma City | 67  | 67  | 34.4 | .426 | .299 | .835 | 7.3  | 8.6  | 2.1 | .2  | 28.1* |
| 2015–16   | Oklahoma City | 80  | 80  | 34.4 | .454 | .296 | .812 | 7.8  | 10.4 | 2.0 | .3  | 23.5  |
| 2016–17   | Oklahoma City | 81  | 81  | 34.6 | .425 | .343 | .845 | 10.7 | 10.4 | 1.6 | .4  | 31.6* |
| Sự nghiệp | Sự nghiệp     | 668 | 651 | 34.1 | .433 | .313 | .823 | 6.2  | 7.9  | 1.7 | .3  | 22.7  |
| All-Star  | All-Star      | 5   | 1   | 21.4 | .548 | .382 | .500 | 5.4  | 2.6  | 2.2 | .0  | 23.8  |

### Playoffs
| Năm       | Đội           | GP | GS | MPG  | FG%  | 3P%  | FT%  | RPG  | APG  | SPG | BPG | PPG  |
| --------- | ------------- | -- | -- | ---- | ---- | ---- | ---- | ---- | ---- | --- | --- | ---- |
| 2010      | Oklahoma City | 6  | 6  | 35.3 | .473 | .417 | .842 | 6.0  | 6.0  | 1.7 | .2  | 20.5 |
| 2011      | Oklahoma City | 17 | 17 | 37.5 | .394 | .292 | .852 | 5.4  | 6.4  | 1.4 | .4  | 23.8 |
| 2012      | Oklahoma City | 20 | 20 | 38.4 | .435 | .277 | .802 | 5.5  | 5.8  | 1.6 | .4  | 23.1 |
| 2013      | Oklahoma City | 2  | 2  | 34.0 | .415 | .222 | .857 | 6.5  | 7.0  | 3.0 | .0  | 24.0 |
| 2014      | Oklahoma City | 19 | 19 | 38.7 | .420 | .280 | .884 | 7.3  | 8.1  | 2.2 | .3  | 26.7 |
| 2016      | Oklahoma City | 18 | 18 | 37.4 | .405 | .324 | .829 | 6.9  | 11.0 | 2.6 | .1  | 26.0 |
| 2017      | Oklahoma City | 5  | 5  | 38.8 | .388 | .265 | .800 | 11.6 | 10.8 | 2.4 | .4  | 37.4 |
| Sự nghiệp | Sự nghiệp     | 87 | 87 | 37.8 | .415 | .294 | .841 | 6.5  | 7.8  | 2.0 | .3  | 25.3 |

## Giải thưởng và Vinh danh

### NBA
- NBA Most Valuable Player (2017)
- 6× NBA All-Star (2011–2013, 2015–2017)
- 2× NBA All-Star Game MVP (2015, 2016)
- 2× All-NBA First Team (2016, 2017)
- 4× All-NBA Second Team (2011–2013, 2015)
- 2× NBA scoring champion (2015, 2017)
- NBA All-Rookie First Team (2009)

### Đại học
- 2008 All-Pac-10 Third Team[11]
- 2008 Pac-10 Defensive Player of the Year[12]
- 2008 Pac-10 All-Tournament Team
- 2008 Pac-10 All-Defensive Team
- 2008 CollegeInsider.com All-Defensive Team

### Trường trung học
- First-team All-CIF Division I
- Third-team All-State
- 2× Most Valuable Player of the Bay League

## Cuộc sống cá nhân
Westbrook mặc một "KB3" dây đeo cổ tay và có "KB3" trên giày của mình để vinh danh người bạn thời thơ ấu Khelcey Barrs.
Vào ngày 29 tháng 8 năm 2015, Westbrook kết hôn với người cùng học đại học của mình đã yêu Nina Earl. Con đầu tiên của cặp vợ chồng, một cậu bé tên là Noah Russell Westbrook, sinh ngày 16 tháng 5 năm 2017.